# Isaac Cooper
Isaac Cooper (ur. 7 stycznia 2004 w Bundaberg) – australijski pływak specjalizujący się w stylu grzbietowym, mistrz świata (2024).
W 2021 roku na igrzyskach olimpijskich w Tokio płynął w wyścigu eliminacyjnym sztafet mieszanych 4 × 100 m stylem zmiennym i otrzymał brązowy medal, gdy reprezentacja Australii zajęła w finale trzecie miejsce. W konkurencji 100 m stylem grzbietowym zajął 12. miejsce z czasem 53,43.